# Castelo de Montsoreau-Museu de Arte Contemporânea
Castelo de Montsoreau-Museu de Arte Contemporânea (em francês: Château de Montsoreau-Musée d'Art Contemporain) localizado no Vale do Loire, é um museu privado de Arte Contemporânea aberto ao público. O projeto começou em novembro de 2014 e foi inaugurado em 8 de abril de 2016. A coleção permanente, reunida nos últimos 25 anos por Philippe Méaille, não se destina apenas a ser exibida no Castelo de Montsoreau, mas deve ser emprestada a outras instituições. Com aproximadamente 1000 obras, a sua coleção é a maior do mundo de obras dos conceptualistas radicais Art & Language, desempenhando papel importante na invenção da arte conceptual. A coleção Philippe Méaille foi emprestada a longo prazo entre 2010 e 2017 no MACBA (Museu de Arte Contemporânea de Barcelona), que levou as duas instituições a colaborar regularmente.
O Castelo de Montsoreau foi classificado como Monumento Nacional pelo Ministério da Cultura francês em 1862. O castelo de Montsoreau é classificado como parte do Vale do Loire, Patrimônio da Humanidade pela UNESCO em 2000.

## História
O castelo de Montsoreau é a porta de Anjou e agora é o único palácio do Vale do Loire que é um museu de arte contemporânea. O primeiro edifício renascentista construído historicamente um dos embaixadores de Charles VII, Rei da França. Juan II de Chambes é o primeiro dos senhores do reino, com Jacques Cœur para instalar o Renascimento italiano na França. Ele construiu o Castelo de Montsoreau entre 1443 e 1453, junto ao Loire, no leito do rio, como palácios venezianos construído durante o mesmo período. O primeiro empréstimo de longo prazo a partir da coleção de Philippe Méaille com o  é o assunto uma exposição retrospectiva: Art & Language incompleta: a coleção de Philippe Méaille em outubro de 2014. Um catálogo foi produzido em estreita colaboração com os artistas da Art & Language (Michael Baldwin e Mel Ramsden), bem como acadêmicos como Carles Guerra (Diretor de a fundação Antoni Tàpies) e Matthew Jesse Jackson (professor no Departamento de Artes Visuais e História da Arte da Universidade de Chicago).

### Controvérsia
Philippe Méaille, que viveu por 15 anos em Anjou, trabalhou em paralelo com Christian Gillet, o presidente do departamento de Maine-et-Loire, para estudar a possibilidade de criar um museu de arte contemporânea em Anjou e instalar sua coleção no castelo de Montsoreau, uma propriedade do departamento. Após seis meses de estudos das ofertas alternativas, uma controvérsia foi publicada pelos vazamentos da imprensa. Frédéric Béatse, então líder da lista de esquerda nas eleições regionais, lamenta que a maioria do direito do departamento de Maine-et-Loire está « jogando as jóias da família » , e que « Isto é tanto mais surpreendente quanto Jacques Auxiette (então presidente da Região País do Loire) propôs ao Conselho de Departamentos uma associação entre a Abadia de Fontevraud e Montsoreau para tornar essa área de Saumur ainda mais atraente ». Ambos os funcionários eleitos municipais e departamentais, Gérard persin e Christian Gillet, reagir muito rapidamente a estes protestos durante uma conferência de imprensa, dizendo Gérard persin: «Estamos orgulhosos por termos sido escolhidos para sediar um centro de arte contemporânea de estatura internacional ». Christian Gillet, por sua vez, para colocar o projeto em sua ambição e potencial de desenvolvimento internacional para a região: « A ideia de Philippe Méaille, conhecedor e amante do site é instalar um centro para a colecção de arte contemporânea, e mundialmente famoso e reconhecemos, consideramos um desafio interessante » , e Méaille para esclarecer suas intenções: « Esta parceria público-privada parecia uma solução inovadora que será integrada no território de Saumur em sua totalidade: Saumur e sua aglomeração, mas também a cerca da Abadia de Fontevraud ». Christian Gillet, presidente do departamento de Maine-et-Loire tomou sua decisão em sexta-feira 19 junho, 2015 e entregou as chaves do castelo de Montsoreau para Philippe Méaille de acordo com um contrato de arrendamento de 25 anos . Ao mesmo tempo, ele fez uma reflexão sobre a Arte Contemporânea como uma prioridade de desenvolvimento cultural e turismo de Maine-et-Loire.

### Trabalho de restauração
Montsoreau castelo é classificado monumento histórico em 1862, e também faz parte do património mundial da UNESCO contida no edifício Vale do Loire. Os trabalhos de restauração foram realizados sob o controle de Batimentos de França. Graças às últimas renovações, o monumento histórico está em conformidade com os padrões contemporâneos e é ecológico. Inclui um elevador e é quase totalmente acessível para pessoas com deficiência. A eletricidade foi atualizada para o padrão contemporâneo, bem como para equipamentos de emergência e detecção de incêndio. A iluminação beneficia dos mais recentes desenvolvimentos técnicos e possui LED (díodo emissor de luz) em todos os seus espaços de recepção e exibição. Pinturas extremamente degradadas foram recuperadas com a tradicional tinta de cal. Estes brancos, comuns nos castelos do Vale do Loire, têm a virtude de instalar uma higrometria constante. Em agosto de 2016, foi inaugurada uma biblioteca sobre história da arte, criação contemporânea e artes aplicadas. Em maio de 2017, o castelo de Montsoreau-Museu de arte contemporânea do porto histórico reabriu no final após vários meses de trabalho, permitindo que seus visitantes chegassem de barco. Durante a remodelação de uma antiga sala de armazenamento, os pedreiros descobriram uma chaminé datada de cerca de 1450. Esta chaminé está sendo estudada em colaboração com os funcionários da França para a sua restauração. Essas obras de restauração permitem que o Castelo de Montsoreau-Museo de Arte Contemporânea tenha atualmente 2 000 metros quadrados de espaço para exposições.

### Espaços e Quartos
Depois de uma fase de trabalho durante um período de oito meses, o Castelo de Montsoreau-Museu de Arte Contemporánea abre em 8 de abril de 2016, tornando a cidade de Montsoreau uma das menores unidades urbanas na França que tem um museu Arte contemporânea privada. O desenvolvimento e o planejamento urbano do palácio do Vale do Loire, a história do Vale do Loire e uma coleção de Arte Contemporânea foram um estudo de caso para os 58 alunos da École Camondo durante o ano letivo de 2015-2016.

### Identidade

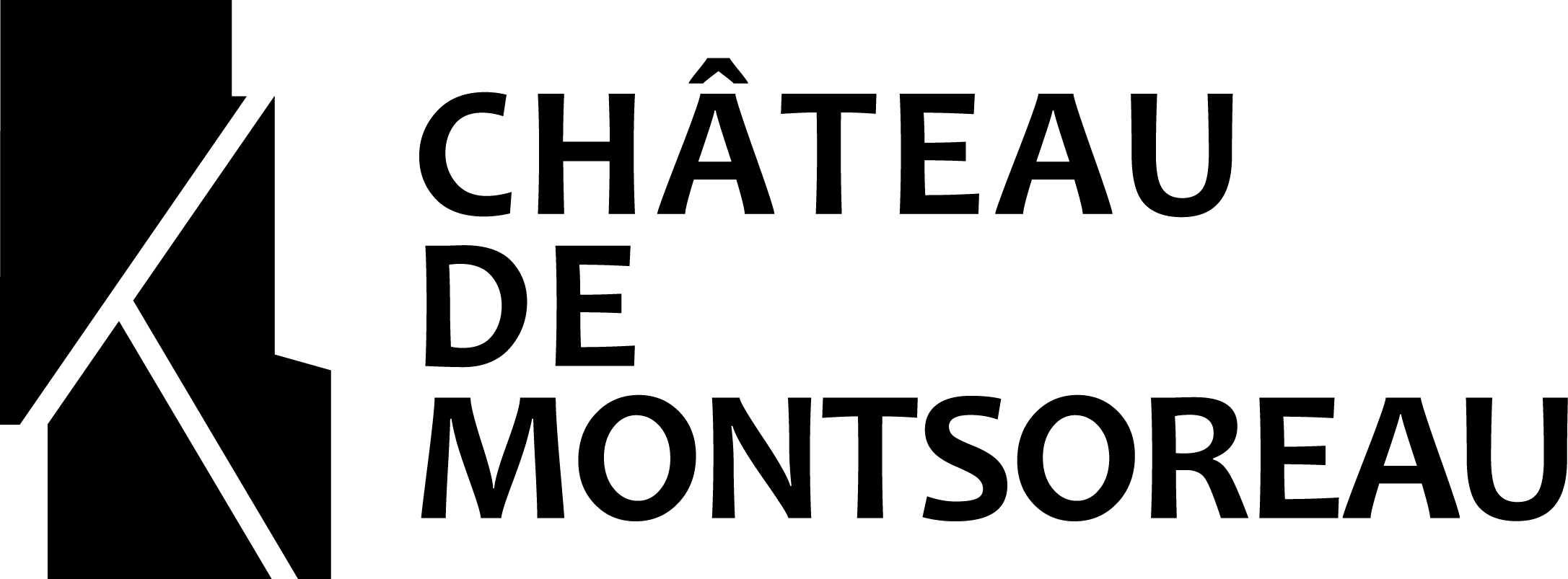
Logotipo do museu.

Esta fase de trabalho também foi acompanhada por uma fase de construção de uma nova identidade, desde a metamorfose de um patrimônio histórico até um local cultural completamente dedicado à Arte Contemporânea. Essa nova identidade visual foi construída em parte por meio da criação de um logotipo, o sinal icônico disso. Esta fase foi realizada através de um processo de co-criação que envolve simultaneamente ao Castelo de Montsoreau-Museu de Arte Contemporânea e alunos da Escola de Artes e Design TALM (Tours-Angers-Le Mans) de « repensar uma equipe local cultural como um espaço de vida e interação social ». Esta mudança de castelo identidade operados em paralelo com uma visão urbana do projeto, teve um forte impacto sobre a presença do castelo de Montsoreau-Museu de Arte Contemporânea na cidade de Montsoreau. primeiro durante a Bienal do Vale do Loire, o acesso aos jardins do castelo foi redesenhado, dando lugar a um jardim selvagem em honra de Miriam Rothschild, que se tornou livre e integrado na rota urbana. E, em seguida, o Castelo de Montsoreau-Museo de Arte Contemporânea reabriu seu porto histórico e estabeleceu uma oferta de cruzeiros entre Saumur e Montsoreau, para destacar o rio Loire como uma conexão turística óbvia entre os diferentes cidades da aglomeração de Saumur. Este porto é também uma alavanca de comunicação para o Castelo de Montsoreau-Museu de Arte Contemporânea para a produção de filmes promocionais quando obras são emprestadas a outras instituições, dando à luz, por exemplo, um curta-metragem de ação no estilo da Missão: impossível durante sua colaboração com o Centro de Arte Contemporânea em Tours.

## Arquitetura
A pequena cidade tomou o nome de Montsoreau (Monte Soreau) de um promontório rochoso localizado no leito do rio Loire e rodeado por água. Houve três edifícios principais neste promontório, um templo galo-romano ou edifício administrativo, um castelo fortificado e um palácio da Renascença. A origem galo-romana foi verificada para o assentamento de Montsoreau, mas não foi confirmada para o castelo, apesar do fato de que uma coluna de pedra canelada de um templo galo-romano ou um edifício público foi encontrado no fosso durante os trabalhos de restauração do final do século XX. As primeiras fontes escritas são do século VI com o domínio de Restis, mas somente com a construção de uma fortaleza no final do século X a cidade comercial começou a prosperar. Uma parte deste primeiro castelo foi encontrada durante o mesmo trabalho de restauração pelos arqueólogos. O castelo foi reconstruído em estilo renascentista entre 1450 e 1460 por Juan de Chambes, um dos homens mais ricos do reino, vereador e camareiro do rei Carlos VII e do rei Luís XI. Montsoreau é uma das poucas cidades na França que experimentou a Renascença desde 1450 através da arquitetura com a construção do seu castelo em primeiro lugar e depois edifícios civis. Estes edifícios ainda são visíveis na cidade. Em meados do século XV, quando os reis da França estabeleceram seu poder em Chinon e depois em Langeais e Tours, o Vale do Loire tornou-se o coração dos Palácios do Vale do Loire.

## Coleção
A coleção Philippe Méaille, que constitui a coleção do museu, está instalada nos dois primeiros andares do museu. É exclusivamente composto por obras do grupo de artistas Art & Language. Em uma entrevista com Dora Imhof, Philippe Méaille disse sobre ele: « Nossa coleção se concentra em obras de artistas pioneiros Art & Language, que inventou a arte conceitual na década de 1960 questionando a prática artística do modernismo, tentou restabelecer o espectador em A criação do projeto de arte. Seu trabalho tem sido muito influente no campo mais amplo, e a maioria dos críticos data do início do que agora é chamado de "arte Contemporânea" até aquele ponto. » A coleção de Philippe Méaille é apresentada em uma multiplicidade tão grande de mídias (pinturas, esculturas, desenhos, manuscritos, datilografia, instalações e vídeos) que Carles Guerra dirá: « além de ser afetada pela atitude dos artistas, a Coleção Philippe Méaille é afetado pela perspectiva arqueológica com a qual ele se encontrou ». 800 obras da coleção de Philippe Méaille foram emprestados a longo prazo a MACBA entre 2010 e 2017.
Em 2014, o MACBA dedica uma grande exposição retrospectiva no Art & Language, dirigido por Carles Guerra: Art & Language incompleta: Philippe Méaille coleção. um acordo com a Tate Modern, em Londres autoriza um filme co-produzido por esta instituição ea Fundação Bloomberg para ser exibido no Castello de Montsoreau-Museu de Arte Contemporânea. Fundada em 1968, a Art & Language, que leva o nome do auto-intitulado jornal Art-Language, é composta de britânicos, americanos e australianos. Sua corrosivo sobre o status das perguntas O trabalho artístico ou mesmo a própria instituição torná-los olhar como as figuras mais radicais na história da arte a partir da segunda metade do século XX. Esse coletivo, na origem do que hoje é chamado de arte conceitual, ainda está ativo e é atualmente representado por Michael Baldwin e Mel Ramsden com a participação ocasional de Mayo Thompson.

### Galeria

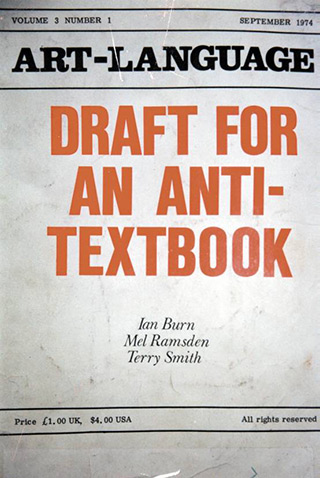
Art & Language: Art & Language: Art-Language, Vol.3 Nr.1, 1974.
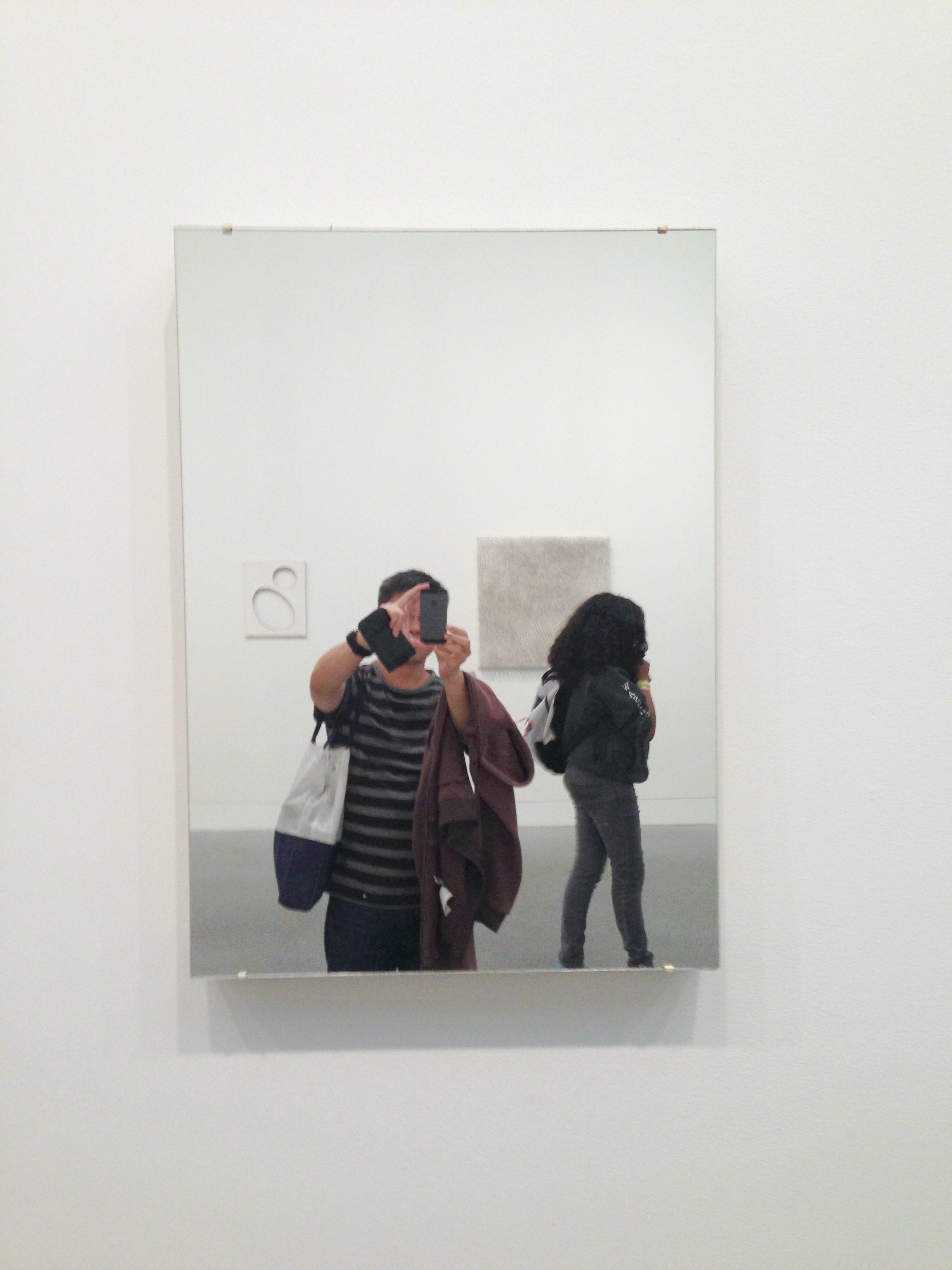
Art & Language: Mirror Piece, 1965.
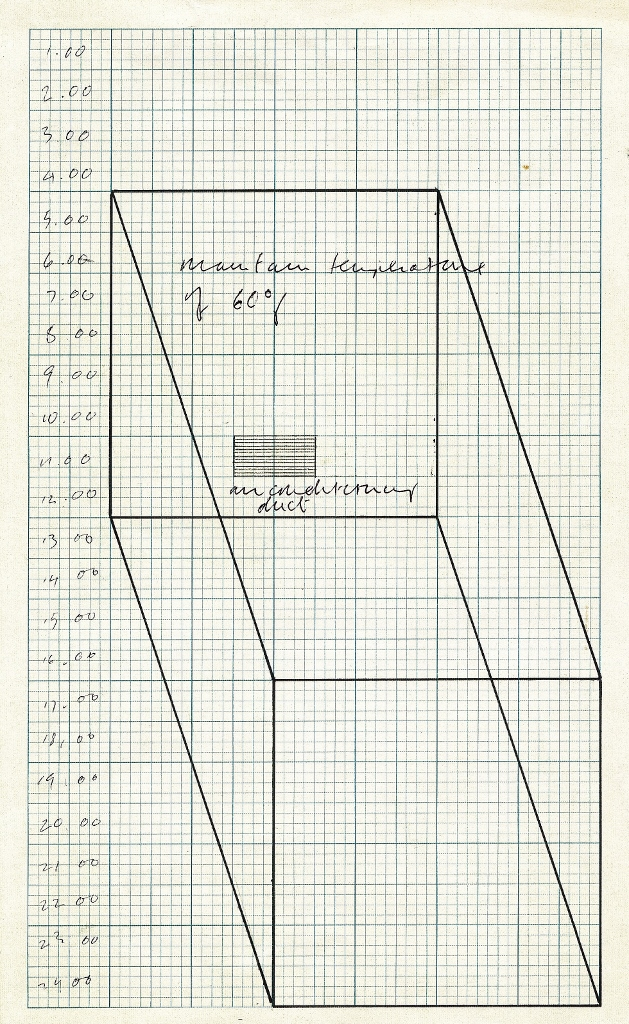
Art & Language (Michael Baldwin): Air-Conditioning Show, 1966-67.
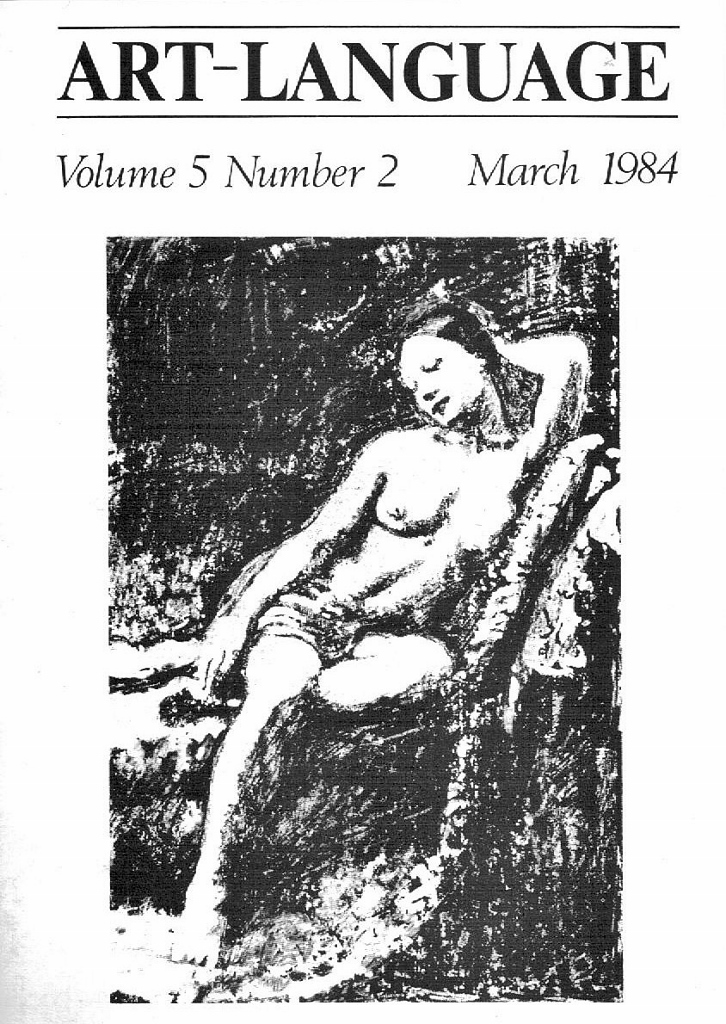
Art & Language: Victorine in Art-Language Vol.5 Nr.2 (1984), 1983.
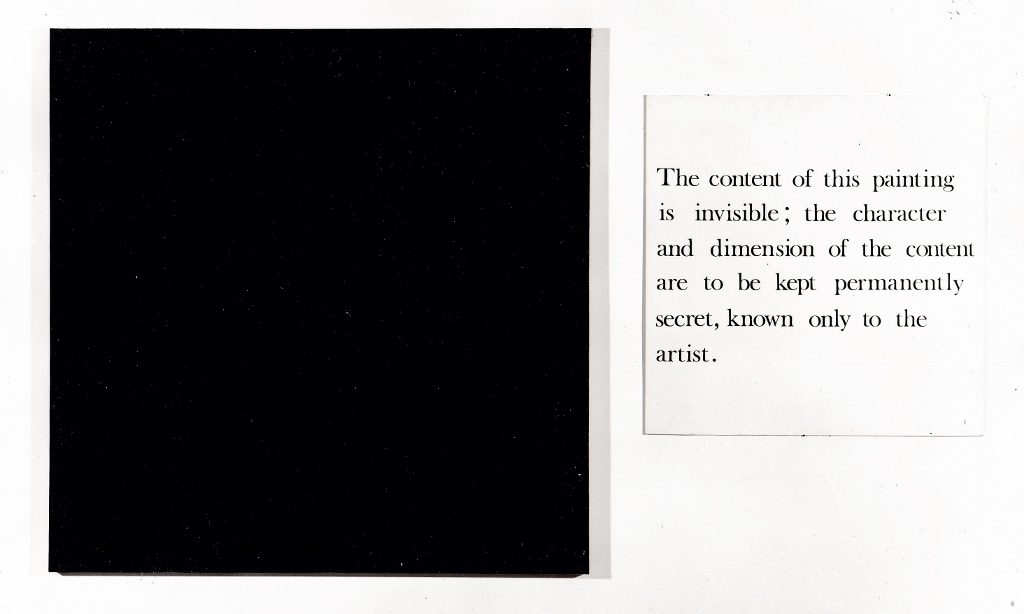
Art & Language (Mel Ramsden), Secret Painting, 1967.
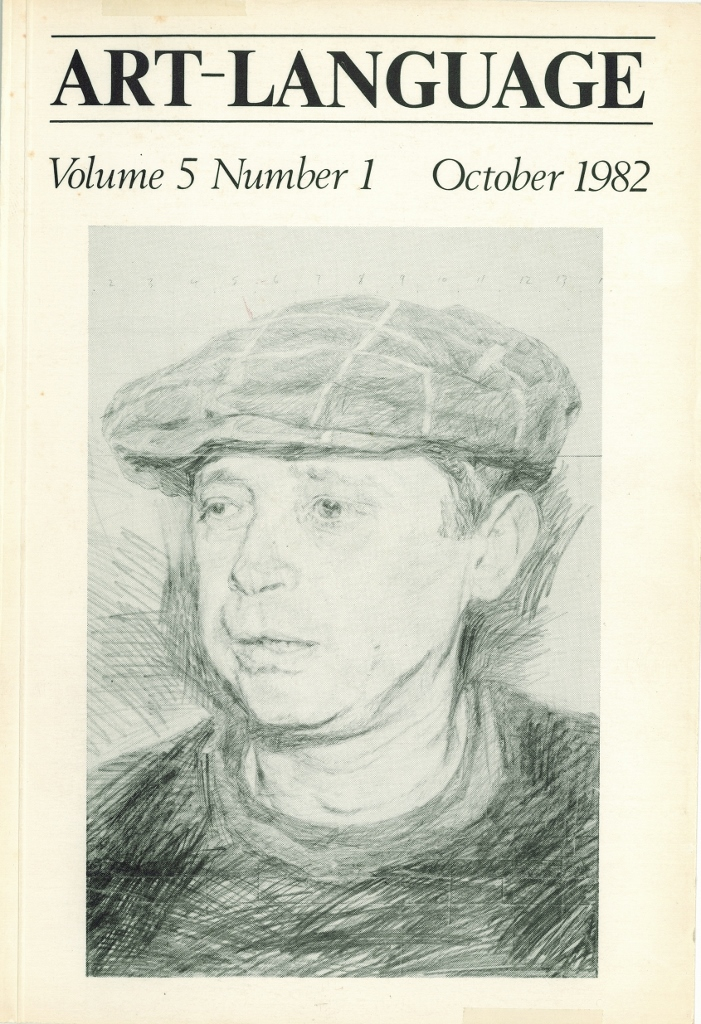
Art & Language: Art-Language Vol.5 Nr.1, 1982.
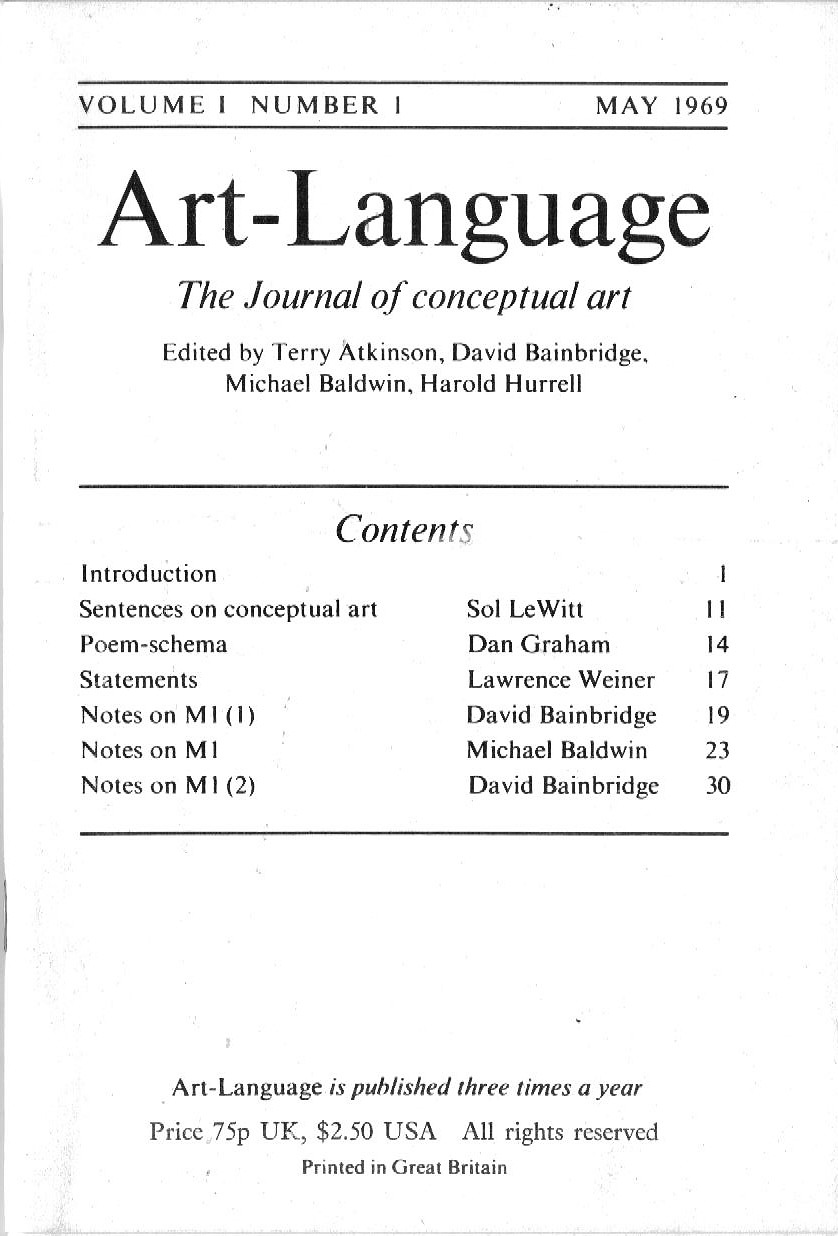
Art & Language: Art-Language The Journal of Conceptual Art, Vol.1 Nr.1, 1969.

## Política de Empréstimo
O Castelo de Montsoreau-Museo de Arte Contemporáneo apoia um programa ativo de empréstimos a outras instituições a nível local e internacional.
- 2016: Art & Language - Kabakov, O mundo não objetivo, Art Basel, Suíça.[46]
- 2016: Art & Language - Kabakov, O mundo não objetivo, Galeria Sprovieri e Jill Silverman Van Coenegrachs, Londres, Reino Unido.[47]
- 2016: Coleção MACBA 31, MACBA, Barcelona, Espanha.[48]
- 2016: Art & Language, Pinturas I, 1966 - These Scenes 2016, Galeria Carolina Nitsch, Nova Iorque, EUA.[49]
- 2016: Art & Language, Made in Zurich, Galeria Bernard Jordan e Jill Silverman van Coenegrachs, Paris, Zurique, Berlim.[50]
- 2017-2018: Soulèvements, Jeu de Paume, Paris, Barcelona, Buenos Aires, México, Montreal.[51]
- 2017: La comédie du language, Galeria Contemporânea, Chinon, França.
- 2017: Art & Language, Kangaroo, Fundação Vincent van Gogh, Arles Contemporain, Arles, França.
- 2017: Luther und die avant-garde, Vitemberga, Berlim, Cassel, Alemanha.[52]
- 2017: Art & Language, Homeless Stuff, Galeria Rob Tufnell, Colônia, Alemanha.[53]
- 2017-2018: Art & Language, dez cartazes: ilustração para Art-Language, CCCOD, Tours, França.[54]